# Добро јутро, комшија 8
Добро јутро, комшија 8 је филм из Републике Српске у продукцији РТВ БН и РТВ Приједор. Овај филм је осми део серијала Добро јутро, комшија. Жанр овог филма је комедија.

## Радња филма
Дрекавац је стигао у село Горњи Орловци. Новинари долазе у село да истраже случај. Чедо заједно са својим комшијама смишља идеју да током ноћи сачекају дрекавца и уклоне га.

## Глумци и њихове улоге
- Александар Стојковић као Чедо
- Деан Батоз као Миле
- Жељко Касап као Неђељко
- Раденка Шева као Милка
- Мирела Предојевић као Бранка
- Гордана Милиновић као Даница
- Ивана Новаковић (девојачко Хрваћанин) као Јелка
- Амир Шкргић као Мрва
- Наташа Иванчевић као Видосава
- Татјана Бињаш као Виолета
- Горан Јокић као Трто